# I beg you/花瓣的游行/Sailing
《I beg you/花瓣的游行/Sailing》（日语：I beg you/花びらたちのマーチ/Sailing）是日本女性歌手Aimer发行的第16张单曲。2019年1月9日由SME Records发行。

## 概要
这是继前作发行5个月后所发行的新单曲，也是连续第二次发行3张A面曲。
第一首歌曲《I beg you》是剧场版电影《Fate/stay night Heaven's Feel》第二章的主题曲。這是继前作《花之歌》后，梶浦由记再次担任作曲及制作人，在YouTube公开的MV中也同样由濱邊美波担任主演，三木孝浩担任导演。歌词对主角间桐樱的心理展开了描写。
第二首歌曲《花瓣的游行》的MV由湯浅弘章担任导演，由平假名榉坂46（现日向坂46）成员佐佐木美玲主演，早濑慧与工藤美樱参演。MV以毕业典礼为背景，讲述了一个既悲伤而又温暖的故事。
第三首歌曲《Sailing》是2019年1月6日起在富士电视台播出的特别剧《悲惨世界 永无止境的旅程》的主题曲。
该单曲以初回限定盤、通常盤及期間限定盤三种形态发售。

## 销量
2019年1月8日，该单曲的Oricon日榜以1.3万张的销量排名第二，翌日则升至第一位，这也是Aimer首张夺得Oricon日榜销量第一位的单曲。在此之后连续六天拿下Oricon日榜单曲前三位，1月21日发布的Oricon单曲週榜上，该单曲以3.1万张的销量位居头名，也是Aimer出道8年来的首次。这是继岩佐美咲的《鞆之浦的爱慕之情》以来，时隔5年再次有女歌手的单曲夺得首位。也是继YUI的《Green a.live》以来，时隔7年3个月再次有索尼旗下女歌手的单曲夺得首位。此外，初动销量较《ONE/花之歌/六等星之夜 Magic Blue ver.》增长了2.7万张，刷新了自己的最高纪录。而且在单曲合算周榜上拿下了6.8万点，首次拿下单曲合算周榜冠军。在数字单曲榜中以5.8万次下载量位列动画歌曲初动配信最高纪录第二位。
在告示牌上获得最高单曲销量、最火动画歌曲两项第一名。最高下载量、最热百首歌曲第二位。

## 收录曲
CD
1. 《I beg you》 (4:30)
作詞、作曲、編曲：梶浦由記
2. 《花瓣的游行》 (3:14)
作詞：aimerrhythm　作曲：飛內將大　編曲：玉井健二、飛内将大
3. 《Sailing》 (5:37)
作詞：aimerrhythm　作曲：飛内将大　編曲：玉井健二、飛内将大
4. 《Mine -Mellow Yellow ver.-》（5:31）
作詞：aimerrhythm　作曲：森本チカラ　編曲：玉井健二、釣俊輔
5. 《北极星》 (haruka nakamura ursa remix)（6:14）
作詞：aimerrhythm　作曲：飛内将大　編曲：haruka nakamura

DVD (仅限初回生产限定盤)
1. Aimer Fan Club Tour "été" 节录
  1. 《After Rain》
  2. 《七月之翼》
  3. 《繁星消失的夜晚》
  4. 《Re:pray》
  5. 《Ref:rain》
  6. 《tone》
  7. 《九月》
  8. 《Black Bird》
  9. 《望着夏草想念你》

## 商业合作
| 曲名          | 商业合作                                                         |
| ------------- | ---------------------------------------------------------------- |
| 「I beg you」 | Aniplex制作劇場版动画电影《Fate/stay night Heaven's Feel》主題歌 |
| 「Sailing」   | 富士电视台系列SP剧《悲惨世界 永无止境的旅程》主題歌              |